# Кутлак, Зденек
Зденек Кутлак (чеш. Zdeněk Kutlák; 13 февраля 1980, Ческе-Будеёвице, Чехословакия) — чешский хоккеист, воспитанник клуба «Ческе-Будейовице». Играл за сборную Чехии.

## Биография
Воспитанник хоккейного клуба «Ческе-Будеёвице». На драфте НХЛ 2000 года был выбран в 8 раунде клубом «Бостон Брюинз». В НХЛ сыграл 16 матчей, забросив 1 шайбу и отдав 2 голевые передачи. После 4 сезонов в Америке Кутлак вернулся в Чехию, в «Карловы Вары». Вскоре перешёл в родной клуб «Ческе-Будеёвице». В 2007 году подписал контракт со швейцарским клубом «Амбри-Пиотта». В сезоне 2013/14 провёл 30 матчей в КХЛ за братиславский «Слован». 14 августа 2014 года Зденек подписал контракт с клубом австрийской лиги «Ред Булл Зальцбург», которому помог стать чемпионом Австрии 2016 года. После 3-х сезонов в Австрии вернулся в родной «Ческе-Будейовице», за который отыграл еще 2 сезона.
Самым большим успехом в карьере Кутлака стали две медали, завоёванные в составе сборной Чехии на мировых чемпионатах (серебро 2006 и бронза 2012 года), а также золото молодёжного чемпионата мира 2000 года.

## Достижения
Чемпион мира среди молодёжных команд 2000
 Чемпион Австрии 2016
 Серебряный призер чемпионата мира 2006
 Бронзовый призер чемпионата мира 2012